# بوز (ویرجینیای غربی)
بوز (به انگلیسی: Bowes) یک منطقهٔ مسکونی در ایالات متحده آمریکا است که در شهرستان گرین‌بریر، ویرجینیای غربی واقع شده‌است. بوز ۵۳۰٫۹۷ متر بالاتر از سطح دریا واقع شده‌است.